# 1209

## Събития
- начало на строителството на Магдебургската катедрала